# 马斯普霍尔斯
马斯普霍尔斯，是西班牙加泰罗尼亚塔拉戈纳省的一个市镇。总面积4平方公里，总人口496人（2001年），人口密度124人/平方公里。